# Evald Flisar
Evald Flisar (* 13. Februar 1945 in Gerlinci, Königreich Ungarn) ist ein slowenischer Schriftsteller, Dichter, Dramatiker, Essayist, Übersetzer und Redakteur.

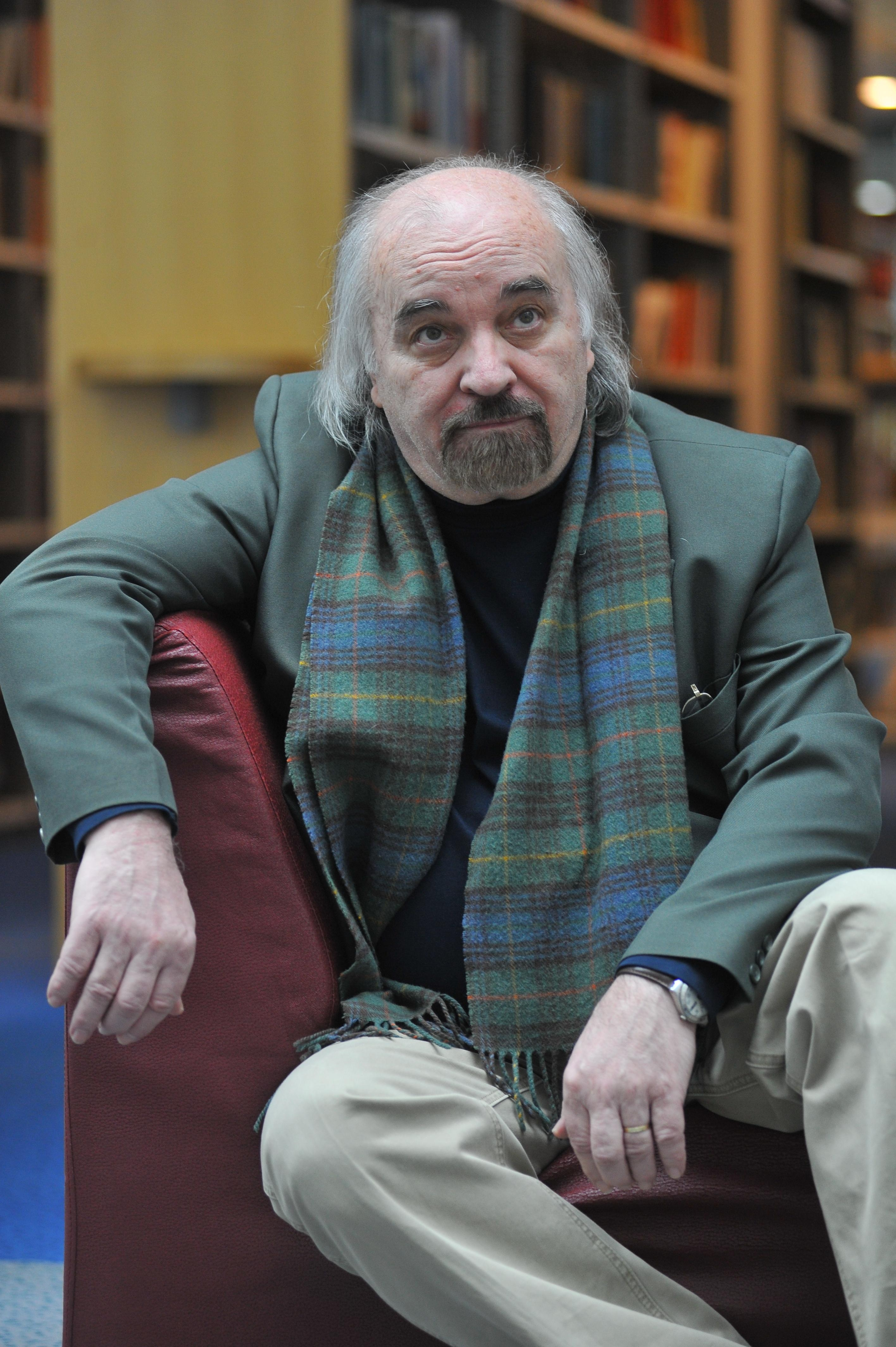
Evald Flisar

## Leben
Evald Flisar wurde in Gerlinci, einem Ortsteil der Gemeinde Cankova im Nordwesten des damals noch von Ungarn annektierten Übermurgebiets (Prekmurje) geboren. Er studierte Vergleichende Literaturwissenschaft und Literaturtheorie an der Philosophischen Fakultät der Universität Ljubljana. Nach Erscheinen seines ersten Gedichtbands Symphonia poetica (1966) brach er das Studium ab und entschied sich für eine Laufbahn als freier Kunstschaffender.
Sein Lebensweg führte ihn über Wien, London, Sydney und wieder nach London, wo er ab Mitte der 1970er-Jahre insgesamt 17 Jahre lebte und unter anderem Anglistik studierte. Er hielt sich längere Zeit in den USA, in Australien und Indien auf, einige Jahre arbeitete er als U-Bahn-Schaffner und -Fahrer in Sydney. Seine Rückkehr nach London war eine einjährige Reise mit mehreren Stationen, über die er seinen ersten Reisebericht Tisoč in Ena Pot [Tausend und ein Weg] (1979) schrieb. Von 1995 bis 2002 war er Vorsitzender des Slowenischen Schriftstellerverbands (DSP). Seit 1998 ist er Herausgeber der Literatur- und Kulturzeitschrift Sodobnost. 2015 wurde er Vorsitzender des slowenischen PEN-Zentrums und trat 2016 nach einer Kontroverse um Sexismus-Vorwürfe der Autorin Anja Radaljac von dieser Position zurück, Flisar selbst nennt jedoch interne Auseinandersetzungen innerhalb der Organisation als Rücktrittsgrund.

## Literarisches Werk
Flisars erste Romane handeln von einigen seiner zahlreichen Reisen. In Tisoč in ena pot [Tausend und ein Weg] (1979) verarbeitete der Autor die Reise über Indonesien, China, Burma und Nepal nach Indien, die er im Anschluss an seinen Aufenthalt in Australien unternommen hatte. Sein zweiter Roman Južno od severa [Südlich des Nordens] (1982) behandelt seine Reise durch Westafrika. Flisars Reiseberichte erschienen 1992 gesammelt unter dem Titel Popotnik v kraljestvo senc [Reisender ins Schattenreich]. Im Zentrum seines 1986 erschienenen Romans Čarovnikov vajenec (dt. Übersetzung Der Zauberlehrling, 2015), der als der auflagenstärkste Roman in der Geschichte Sloweniens gilt, steht ein klassischer Romanheld der westlichen Zivilisation, der sich auf der Suche nach der Wahrheit jenseits von analytischem Verstand und wissenschaftlichem Denken ins Tibetische Gebirge begibt.
Flisars Dramen zeichnen sich durch eine humoristische bis zynische Perspektive auf die Tragik des Alltags aus und behandeln eine postapokalyptische Welt, in der mit eiskalter Distanz und Galgenhumor retrospektiv auf eine eingetretene Katastrophe geblickt wird. Insbesondere durch seine internationale Präsenz als Dramatiker zählt Evald Flisar zu den meistübersetzten slowenischen Autoren. Neben Übersetzungen ins Englische, Deutsche, Französische und Spanische wurden seine Theaterstücke auch in Sprachen wie Hindi, Bengali, Malaiisch, Nepali, Indonesisch, Türkisch, Griechisch, Japanisch, Litauisch, Albanisch, Isländisch und Amhara übersetzt und erlebten Aufführungen u. a. in Österreich, Ägypten, Indien, Indonesien, Japan, Serbien, Bosnien, Bulgarien und den USA.
Erwähnenswert ist die Rezeption seiner Romane im englischen Sprachraum. So war er mit seinem Roman Velika žival samote [Das große Tier Einsamkeit] (engl. Übersetzung My Father's Dreams, 2015) bei der jährlich stattfindenden European Literature Night vertreten. Die Irish Times zählte seinen Roman Na zlati obali [An der Goldküste] (engl. The Gold Coast) zu den 13 besten Romanen über Afrika, die von nichtafrikanischen Autoren geschrieben wurden, er stand damit in einer Reihe mit Autoren wie Joseph Conrad, Graham Greene, Isak Dinesen, JG Ballard und Bruce Chatwin.
Neben Prosa und Dramatik schreibt Evald Flisar auch Hörspiele und Kinderbücher. Er erhielt zahlreiche Auszeichnungen, u. a. den Preis der Prešeren-Stiftung (1993), den Grum-Preis (1993, 2004, 2013), den Preis Modra ptica (2011) und den Župančič-Preis (2013), zudem wurde er mehrfach für den Kresnik-Preis nominiert.

## Werk (Auswahl)

### Romane und Erzählungen
- Mrgolenje prahu (1968). Ljubljana: Sodobnost International 1968.
- Tisoč in ena pot (1980). Ljubljana. Sodobnost.
- Južno od severa (1982). Ljubljana: Sodobnost.
- Čarovnikov vajenec. Murska Sobota: Pomurska založba (1986). Neuauflage: Ljubljana: Sodobnost International (2013). (Dt. Der Zauberlehrling. Übersetzt von Ann Catrin Bolton. Klagenfurt: Mohorjeva – Hermagoras, 2015).
- Popotnik v kraljestvu senc (1992). Ljubljana: Literatura.
- Potovanje predaleč (1998). 3. Auflage: Ljubljana: Vodnikova založba, 2000.
- Velika žival samote (2001). Ljubljana: Vodnikova založba.
- Ljubezni tri in ena smrt (2002). Ljubljana: Vodnikova zaloožba.
- Mogoče nikoli (2007). Maribor: Litera.
- Na zlati obali (2010). Ljubljana: Mladinska knjiga,
- To nisem jaz (2011). Ljubljana : Vodnikova založba (DSKG) : KUD Sodobnost International.
- Dekle, ki bi raje bilo drugje (2012). Ljubljana: Cankarjeva založba.
- Začarani Odisej (2013). Maribor: Založba litera.
- Tam me boš našel (2014): Ljubljana : Sodobnost International.
- Besede nad oblaki (2015). Ljubljana: Cankarjeva založba. (Dt. Über den Wolken. Übersetzt von Ann Catrin Bolton. Mohorjeva/Hermagoras 2017).
- Dekleta, ki se jih spomnim (2016). Ljubljana: Sodobnost International.
- Poglej skozi okno (2018). Ljubljana: Sodobnost International. (Dt. Schau durch das Fenster. Übersetzt von Ann Catrin Bolton. Klagenfurt: Mohorjeva/Hermagoras, 2020).

### Dramen (Auswahl)
- Kostanjeva krona (1972) Maribor: Obzorja.
- Nimfa umre (1989). Maribor: Slovensko narodno gledališče.
- Kaj pa Leonardo? (1992). Ljubljana: Ganeš ; London: Goldhawk Press,
- Jutri bo lepše (1992). Ljubljana: Sodobnost.
- Stric iz Amerike (1994). Založba Julija Pergar.
- Poslednja nedolžnost (1996). Ljubljana: Sodobnost.
- Sončne pege (1998). Ljubljana: Sodobnost.
- Enajsti planet (2000). Ljubljana: Vodnikova založba, Neuauflage: Ljubljana: Sodobnost, 2006.
- Nora Nora (2004). Ljubljana: Sodobnost.
- Akvarij, (2004). Neuauflage: Ljubljana: Sodobnost, 2010.
- Antigona zdaj (2011). Ljubljana: Vodnikova založba
- Vzemi me v roke (2011). Ljubljana: Državna založba Slovenije.
- Komedija o koncu sveta, (2013). Ljubljana: Sodobnost.
- Gesammelte Stücke (2013). Übersetzt von Ann Catrin Apstein-Müller und Alfred Haidacher. Klagenfurt: Mohorjeva/Hermagoras.